# 济北郡
濟北郡，中國秦朝时设置的郡。在今山东省、河北省境。

## 沿革

### 秦漢
秦始皇時，分臨菑郡置濟北郡，治博陽（今山东省泰安市东南）。辖境位於济水兩岸，相当今山东省德州、茌平以东，东平、泰安、莱芜以北，邹平、信阳以西及河北省沧州、海兴以南地。
前206年，田齊宗室田安攻佔濟北數城，被項羽立為濟北王，都博陽，齊國遂分為三齊。同年，齊王田榮殺田安，王三齊。漢四年（前203年），韓信平定三齊，立為齊王。五年（前202年），徙韓信為楚王，復置濟北郡，仍治博陽。六年（前201年），立皇子劉肥為齊王，濟北郡屬齊國，分博陽等縣置博陽郡，遂移治盧（今山東省濟南市長清區西南）。
漢文帝二年（前178年），立齊悼惠王之子東牟侯劉興居為濟北王，分齊國濟北郡置濟北國。三年（前177年），濟北王謀反，國除為濟北郡。十六年（前164年），立齊悼惠王之子安都侯劉志為濟北王，復置濟北國。漢景帝四年（前153年），徙濟北王為菑川王；分濟北國置平原郡，徙衡山王劉勃為濟北王。漢武帝元朔三年（前126年），推恩置陰安、榮關、周望、陪、前、安陽、五據、富、平、羽、胡毋十一侯國，別屬東郡、平原郡、泰山郡等鄰郡。元狩元年（前122年），濟北王獻泰山及其周圍的縣邑於天子，遂分濟南郡南部與濟北國獻地置泰山郡，另以他縣償濟北王。元封五年（前106年），置十三刺史部，濟北國屬兗州刺史部。後二年（前87年），濟北王劉寬謀反，國除，領縣併入泰山郡。
漢和帝永元二年（90年），立皇弟劉壽為濟北王，分泰山郡盧、蛇丘、成、剛四縣復置濟北國。後以東郡茌平縣益濟北國。至此，濟北國領五縣：盧、蛇丘、成、茌平、剛。漢桓帝建和元年（147年），增封濟北王五千戶，廣其土宇，東郡臨邑縣或於此時益濟北國。後分盧縣復置肥城縣，後又廢。
漢獻帝建安十一年（206年），國除為濟北郡。建安十七年（212年），立皇子劉邈為濟北王，復置濟北國。

### 魏晉十六國
魏文帝黃初元年（220年），降漢濟北王為列侯，國除為濟北郡。魏明帝太和七年（233年），葬陳王曹植於其舊封地東阿，遂徙封其嗣子曹志為濟北王，復置濟北國。
曹魏前後，茌平縣改屬平原國，剛縣（成縣併入）改屬東平國，東郡東阿、穀城二縣改屬濟北國。至此，濟北國領五縣：盧、蛇丘、臨邑、東阿、穀城，移治盧縣盧子城（今山東省平陰縣西），至南朝初年不變。
晉武帝泰始元年（265年），以濟北國轉封荀勖。永嘉之亂後，國除為濟北郡。
十六國時期，濟北郡先後為後趙（325年－351年）、東晉（351年－355年）、前燕（355年－370年）、前秦（370年－384年）、東晉（384年－387年）、後燕（387年－398年）、東晉（398年－399年）、南燕（399年－410年）所有。後燕建興七年（392年），兗州併入青州，濟北郡改屬青州。晉安帝隆安二年（398年）收復濟北郡後還屬兗州，次年入南燕後又改屬并州。義熙六年（410年），東晉再次收復濟北郡，還屬兗州。

### 南北朝
宋少帝永初三年（422年），濟北郡濟水以北的臨邑、東阿二縣為北魏所攻佔，僅餘濟水以南的盧、蛇丘、穀城三縣，因避敵而移治盧縣肥城（今山東省肥城市）。後在濟水以南僑置臨邑、東阿二縣。宋孝武帝孝建元年（454年），太原郡山茌縣改屬濟北郡。大明元年（457年），省臨邑、東阿二縣。至此，濟北郡領四縣：盧、蛇丘、穀城、山茌。
北魏明元帝泰常八年（423年），以上年攻佔的濟北郡、東平郡的部分區域置濟州（治碻磝城，在今山東省茌平縣西南）；分臨邑縣僑置盧縣（治碻磝城）。至此，濟北郡領三縣：盧、臨邑、東阿，治盧縣碻磝城。北魏獻文帝皇興元年（467年），又攻佔劉宋兗州濟北郡殘存之地。皇興二年（468年），以宋之兗州置東兗州，分宋之盧縣置肥城縣，盧、山茌二縣改屬太原郡，肥城、蛇丘、穀城三縣併入濟州濟北郡。至此，濟北郡領六縣：盧、臨邑、東阿、肥城、蛇丘、穀城。
北魏孝明帝孝昌三年（527年），分濟北郡肥城、蛇丘、穀城三縣置東濟北郡。北齊文宣帝天保七年（556年），臨邑縣併入盧縣；廢東濟北郡，其所領穀城縣併入肥城縣，肥城、蛇丘二縣改屬濟北郡；廢東平郡，其所領范縣併入壽張縣，改屬濟北郡。至此，濟北郡領五縣：盧、東阿、肥城、蛇丘、壽張。
周武帝建德七年（578年），壽張縣改屬魯州高平郡，分肥城、蛇丘二縣置肥城郡。至此，濟北郡領二縣：盧、東阿。

### 隋唐
隋文帝開皇三年（583年），廢濟北郡，領縣直屬濟州。
隋煬帝大業三年（607年），改濟州為濟北郡，仍治盧縣碻磝城，領九縣：盧、范、陽穀、東阿、平陰、長清、濟北、壽張、肥城。
魏永平元年（617年），改濟北郡為濟州。許天壽元年（618年），復改為濟北郡。唐高祖武德二年（619年），復改為濟州，濟北郡之名不再作為行政區劃名稱。唐玄宗天寶元年（742年），改濟州為济阳郡。

## 人口
- 漢順帝永和五年（140年），濟北國有45689戶、235897口。[17]
- 晉武帝太康中（280年－289年），濟北國有3500戶。[9]
- 宋孝武帝大明八年（464年），濟北郡有3158戶、17003口。[11]
- 東魏孝靜帝武定中（543年－550年），濟北郡有9467戶、29399口。[5]
- 隋煬帝大業五年（609年），濟北郡有105660戶。[15]

## 長官

### 濟北相（90年－206年）
- 崔瑗，字子玉，涿郡安平人，漢順帝漢安元年（142年）出任。[18]
- 滕延，漢桓帝時在任。[19]
- 陳珪，字漢瑜，下邳淮浦人。[20]
- 鮑信，泰山平陽人，漢獻帝初平元年（190年）見任。[21]

### 濟北太守（310年代－359年）
- 高柱，晉穆帝永和十一年（355年）以郡降於前燕。[22]

### 濟北太守（370年－577年）
- 申紹，前秦時在任。[23]
- 丁匡，晉孝武帝太元九年（384年）出任，據碻磝。[24]
- 溫詳，晉孝武帝太元十二年（387年）棄城奔彭城。[25]
- 劉季略，平原人，南朝宋時在任。[26]
- 垣護之，字彥宗，略陽桓道人，宋文帝元嘉二十九年（452年）至三十年（453年）領，曾攻碻磝，不克。[27]
- 殷孝祖，陳郡長平人，宋孝武帝大明二年（458年）見任，屢大破魏軍。[28]
- 宋演，西河介休人，北魏獻文帝時在任。[29]
- 司馬直安，河內溫人，北魏孝文帝、宣武帝之際在任。[30]
- 房亮，字景高，清河人。[31]
- 孟崇，濟北蛇丘人。[32]
- 薛祖洛，河東人。[33]
- 李柬，字休賢，隴西狄道人，北魏孝莊帝建義元年（528年）離任。[34]
- 楊摽，字顯進，正平高涼人，北魏孝莊帝永安二年（529年）行郡事。[35]
- □弘，字法雅，北齊初在任。[36]
- 崔伯謙，字士遜，博陵人，北齊時在任。[37]

### 濟北郡守（577年－583年）
- 公孫景茂，字元蔚，河間阜城人，周武帝建德六年（577年）出任，後以母憂去職。[38]

### 濟北郡太守（607年－619年）
- 楊雄，弘農華陰人，隋煬帝大業八年（612年）追贈。[39]

## 國主
- 濟北王劉興居，前178年－前177年在位。
- 濟北王劉志，前164年－前153年在位。
- 濟北貞王劉勃，前153年－前152年在位。
  - 濟北成王刘胡，前151年－前98年在位。
    - 濟北王劉寬，前97年－前87年在位。
- 濟北惠王劉壽，90年－120年在位。
  - 濟北節王劉登，121年－135年在位。
    - 濟北哀王劉多，136年－138年在位。

  - 濟北釐王劉安國，139年－145年在位。
    - 濟北孝王劉次，146年－162年在位。
      - 濟北王劉鸞，163年－？在位。
        - 濟北王劉政，在位時間不詳，無子國絕，後於206年國除。[40]
- 濟北王劉邈，212年－220年在位。[6]
- 濟北王曹志，233年－265年在位。
- 濟北成侯荀勖，265年－289年在位。
  - 濟北簡侯荀輯。
    - 濟北烈侯荀畯。
      - 濟北侯荀識（烈侯弟子）。
        - 濟北侯荀軌（世次不詳，繼成侯），377年－？在位。[41]
- 濟北王慕容泓，359年－370年在位。[22]